# 밀양 당씨
밀양 당씨(密陽唐氏)는 한국의 성씨(姓氏)이다. 2015년 대한민국 통계청 인구 조사 결과 인구는 1,146명이고, 본관(本貫)은 조선시대 때 임금에게 사적(賜籍-보통 임금에게 청해 하사받음)받은 밀양 당씨(密陽 唐氏) 단본이다. 밀양 당씨(密陽 唐氏)는 고려 말 예부상서(禮部尙書-고려 말 예부(禮部)의 으뜸 벼슬로서 품계는 정3품, 현대의 외교부장관 겸 교육부장관) 박정수(朴廷秀)의 후손이자 밀양시(密陽市) 산외면(山外面) 다죽리[茶竹里,본래 예전 지명은 다원리(茶阮里)]의 토착민(土着民)이  ‘다원리(茶阮里)’의 발음과 ‘당(唐)’의 발음이 유사한 점을 주목(注目)해서 한자(漢字)를 빌려와 성(姓)으로 삼아 쓰기 시작했다.

『밀양당씨세보(密陽唐氏世譜)』에 의하면 시조(始祖) 당성(唐誠)은 고려 말에 정동행성연사(征東行省椽史)에 올랐고, 조선 개국 초에는 공조전서(工曹典書)로서 외교문서(外交文書)를 전담(專擔)해 관장(管掌)했으며, 개국원종공신(開國原從功臣)에 책록(策錄)되어 녹권(錄券)과 상전(賞田) 15결(結)을 하사(下賜)받고 가선대부(嘉善大夫)로 개성유수(開城留守)를 거쳐 가정대부(嘉靖大夫)로 공안부윤(恭安府尹)에 이르러 밀양(密陽)을 사적(賜籍-보통 임금에게 청해 하사받음)받았다.

당성(唐誠, 1337년 ∼ 1413년)은 고려말에 정동행성연사(征東行省椽史)가 됐고, 그 뒤 중랑장겸사평순위부평사(中郞將兼司平巡衛府評事)와 판전농시사(判典農寺事,고려·조선시대, 전농시(典農寺)의 으뜸 벼슬. 품계는 정3품) 등을 역임(歷任)했다. 1392년(조선 태조 1) 개국원종공신(開國原從功臣)에 책록(策錄)됐으며, 예조·형조·공조의 전서(典書)를 역임(歷任)했다. 1398년 호조전서(戶曹典書)로 재직중 노비소송에 패하자 노비변정도감을 소신껏 비판(批判)하고 자신의 주장(主張)을 펼치다가 파직(罷職)됐으나, 곧 검교판한성부사(檢校判漢城府事)에 제수(除授,추천의 절차를 밟지 않고 임금이 직접 벼슬을 내리던 일)되어 문서응봉사제조(文書應奉司提調)를 겸했다.

1401년(조선 태종 1) 태종에게 실직(實職)에 보임하게 해 줄 것을 청해 개성부부유후(開城府副留後)에 제수(除授,추천의 절차를 밟지 않고 임금이 직접 벼슬을 내리던 일)됐고, 1409년 공안부윤(恭安府尹)등을 역임(歷任)했다. 성품(性品)이 근실(勤實)하고 율문(律文)·사대문서(事大文書)에 능해 고려 말과 조선 초의 형정(刑政)과 외교(外交)에 많은 공헌(貢獻)을 했다. 조선 태종 때 밀양(密陽)을 사적(賜籍,보통 임금에게 청해 하사받음)받았다.

## 기원
밀양 당씨(密陽 唐氏)는 경상남도 밀양시(密陽市)를 본관(本貫)으로 하는 조선시대 때부터 내려온 우리나라 고유(固有)의 양반(兩班) 성씨(姓氏)이다. 밀양시(密陽市) 산외면(山外面) 다죽리[茶竹里,본래 예전 지명은 다원리(茶阮里)]의 토착민(土着民)이 ‘다죽리[茶竹里,본래 예전 지명은 다원리(茶阮里)]’의 발음과 ‘당(唐)’의 발음이 유사한 점을 주목(注目)해서 한자(漢字)를 빌려와 성(姓)으로 삼아 쓰기 시작했다. 다죽리[茶竹里,본래 예전 지명은 다원리(茶阮里)]는 뒤로는 중산의 줄기에서 내려 온 꾀꼬리봉을 주산으로 하고 있으며, 동쪽으로는 평전산(平田山)이, 서쪽으로는 다원동산(茶院東山)이 이 마을을 감싸고 있으며. 남으로는 넓은 들을 바라볼 수 있는 마을이다. 옛날에는 마을 앞으로 북천(北川)이 흘렀으나 지금은 다원들 건너편으로 흐른다. 전형적인 배산임수(背山臨水)의 조건을 갖춘 마을이다.

꾀꼬리봉의 아래쪽에 다원(茶阮)1리, 다원(茶阮)2리가 위치하고 있고, 평전산 기슭에 죽남동이 있다. 다원들 가운데에 율전동이 자리 잡고 있다.이 마을이 언제부터 형성(形成)되었는지는 알 수 없다. 다원들 가운데 있었던 지석묘군(支石墓群)과 평전산(平田山) 기슭에 있는 고분군(古墳群) 등이 분포(分布)되어 있었던 것으로 보아 일찍부터 마을이 형성(形成)되었을 것으로 생각되나 문헌 기록에는 나타나지 않아 잘 알 수가 없다. 이 마을에 있는 모당천(毛唐泉)의 사적으로 보아 고려말 조선초에 이미 당씨(唐氏)가 살았다고 전한다. 조선 후기에 와서 죽동리와 죽서리로 방리가 나누어졌다. 지금은 산외면사무소를 중심으로 해서 동쪽은 죽동, 서쪽은 죽서로 나누고 있다.
1914년 행정구역 개편 시에 죽동, 죽서, 죽남, 율전을 병합하여 다죽리(茶竹里)라는 법정리를 이루었다. 일제 말기에 죽남과 율전이 죽동에서 분동이 되었다. 1965년에 행정리를 조정하면서 다원1구. 2구, 죽남, 율전 등으로 나누어졌다. 자연 마을도 다원 1리, 2리, 죽남동, 율전동 등 4개 동으로 이루어졌다. 유적지로는 다죽리 지석묘군(支石墓群)과 고분군(古墳群), 모당천[毛唐泉,죽동의 죽원재사 밑에 있는 고정(古井)이다], 혜산서원, 죽원재사 등이 있다.

다죽리[茶竹里,본래 예전 지명은 다원리(茶阮里)]는 꾀꼬리봉의 아래쪽에 위치하고 있는 마을로서 옛 이름은 다원(茶阮)이라고 한다. 다원(茶阮)이라고 한 것은 차나무가 많았기 때문에 붙여진 지명이라고 한다. 이 차나무는 보두(步斗)라는 중이 엄광사 주변에 재배하였다고 하는데 이 마을까지 번식하였다고 한다. 그리고 본래 이름은 죽원(竹阮)이었는데 다원(茶阮)이라고도 하였다. 마을 앞에 관율숲이 있었는데 밤밭이 없어지고 마을이 생겨 밤밭 즉, 율전이라 부르게 되었다. 전형적인 배산임수의 조건을 갖춘 마을로 면소재지가 위치하고 있으며 예부터 茶(차)나무가 유명하여 다원(茶阮)이라 불리었으며, 이 차나무는 보두(步斗)라는 중이 재배하였는데 현재 600년 된 차나무가 혜산서원에 있다. 이 마을은 일찍이 오래전부터 밀성박씨(密城朴氏)일파(一派)가 입촌하여 살았으나 고려말 조선초 격변기를 거치면서 본래 이 지방 문벌귀족(門閥貴族) 이었던 예부상서(禮部尙書-고려 말 예부(禮部)의 으뜸 벼슬로서 품계는 정3품, 현대의 외교부장관 겸 교육부장관) 박정수(朴廷秀)의 후손들과 일파(一派)는 뿔뿔이 흩어져 지금은 없다.

시조(始祖) 당성(唐誠)은 고려 말 예부상서(禮部尙書-고려 말 예부(禮部)의 으뜸 벼슬로서 품계는 정3품, 현대의 외교부장관 겸 교육부장관) 박정수(朴廷秀)의 혼외자(婚外子)로서 재물(財物)을 상속(相續)받기 위해 혼외자(婚外子)라는 신분(身分)을 감추고 예부상서(禮部尙書) 박정수(朴廷秀)의 손녀딸의 데릴사위로 들어가면서 ‘다죽리[茶竹里,본래 예전 지명은 다원리(茶阮里)]’ 마을의 발음과 유사한 ‘당(唐)’이라는 성(姓)을 쓰기 시작했다는 설과 ‘다죽리[茶竹里,본래 예전 지명은 다원리(茶阮里)]’ 마을의 재능있고 총명(聰明)한 평민(平民)이 예부상서(禮部尙書) 박정수(朴廷秀)의 손녀딸의 데릴사위로 들어가면서 출신(出身)을 감추기 위해 ‘당(唐)’이라는 성(姓)을 쓰기 시작했다는 설, 고려 왕족(王族)이 죽음을 모면(謀免)할 목적으로 신분(身分)을 감추기 위해 ‘당(唐)’이라는 성(姓)을 쓰기 시작했다는 설, 그리고 외국에서 망명(亡命)해 들어왔다는 설 등이 있으나 모두 확실치 않다. 그런데 외국에서 망명(亡命)해 우리나라에 들어왔다는 것은 사대주의(事大主義) 사상(思想)에서 비롯되어 전해진 것으로 신빙성(信憑性)이 아주 없다.

이는 고려(高麗)나 조선(朝鮮)의 왕족(王族)들이 당나라 황실(皇室)의 후예(後裔)임을 내세운 것과 일맥상통(一脈相通)하다. 또한 고려 왕족(王族)이라는 설은 특별한 근거(根據)가 없다. 혹자(或者)는 고려(高麗) 왕족이 당나라 숙종 또는 선종의 후예임을 내세웠고, 당성(唐誠)의 묘(墓)가 개성(開城) 왕씨 묘(墓)와 같은 곳에 있는 것을 두고 고려 왕족(王族)이라고 주장하지만 증거(證據)가 없고 정황(政況)을 볼 때 가능성은 없는 것과 같다. 또 고려 왕족(王族)이 ‘당(唐)’이라는 글자 외에도 여러 가지 성씨(姓氏)를 차용(借用)할 수 있고, 몰락한 왕족(王族)이라고는 하나 다른 고려 왕족(王族) 계통(系統)들이 시간이 흐르고 나서 뿌리를 밝히는 것을 고려해 보면 신빙성(信憑性)이 극히 낮다.

그러므로 시조(始祖) 당성(唐誠)의 조선시대 행적(行跡)과 고려 말 조선 초 격변기(激變期)의 정황(政況)을 볼 때 당성(唐誠)은 예부상서(禮部尙書) 박정수(朴廷秀)의 혼외자(婚外子)가 명확(明確)하고, 예부상서(禮部尙書) 박정수(朴廷秀)의 본관(本貫)이자 고향인 다죽리[茶竹里,본래 이름은 다원리(茶阮里)] 마을의 토착민(土着民) 중 특출난 인재(人材)라는 것이 당성(唐誠)이란 한 사람의 근본(根本)이라고 볼 수 있다. 그렇기 때문에 임금한테서 관행(慣行)대로 사성(賜姓)받지 않고, 거꾸로 임금에게 청(請)하여 밀양(密陽)을 본관(本貫)으로 하사(下賜)받아 유지(維持)한 것이다.

밀양 당씨(密陽 唐氏)는 조선 개국원종공신(開國原從功臣)의 후예로 녹권(錄券)을 하사받은 우리나라 양반(兩班) 성씨(姓氏)이다. 사대주의(事大主義) 사상이 강했던 조선시대에 만들어진 족보(族譜)에서는 원나라에서 우리나라로 들어온 것이라고 밝혔으나 사실은 한자(漢字) 문화권(文化圈) 안에서 빌려 온 성씨(姓氏)일 뿐이지 우리나라 경상남도 밀양시(密陽市) ‘다죽리[茶竹里,본래 이름은 다원리(茶阮里)]’ 마을의 토착민(土着民)이 처음으로 사용하기 시작한 우리나라의 성씨(姓氏)이다. 그리고 원나라에서 우리나라로 들어왔다고 하는 설이 있으나 현재 그것을 증명할 객관적 근거(根據) 자료(資料)는 우리나라나 중국 어디에도 없다. 실제 밀양 당씨 족보(族譜)에 나와 있는 대로 중국에서 밀양 당씨(密陽 唐氏)의 족보(族譜)에 기록되어 있는 바처럼 송나라 때 재상(實存-임금을 돕고 모든 관원을 지휘하고 감독하는 일을 맡아보던 벼슬, 품계는 2품이상) 당각(唐恪)의 6세손이 맞는지 모든 자료(資料), 기록물(記錄物)을 찾아 보았으나 계통(系統)과 내력(來歷)을 알 수 있는 자료(資料)나 기록물(記錄物)은 우리나라나 중국 모두 없었다. 따라서 우리나라의 밀양 당씨(密陽 唐氏)는 중국의 당씨와는 아무런 관련(關聯)이 없다. 우리나라에서 밀양 당씨(密陽 唐氏)가 생기게 된 경위(經緯)는 다음과 같은 두 가지이고 가장 명확(明確)한 견해(見解)로 볼 수 있다.

첫번째로 예부상서(禮部尙書) 박정수(朴廷秀)의 혼외자(婚外子)라는 설이다. 왜냐하면 그 당시 밀양(密陽) 다죽리(茶竹里)의 굉장한 문벌귀족(門閥貴族)으로서 재물(財物)이 많고 성공한 가문(家門)에서 굳이 외국에서 온 생판 남에게 손녀딸을 주면서 데릴사위를 삼고 많은 재물을 상속(相續)함과 동시에 출세(出世)의 발판을 마련해 주었다는 것은 있을 수 없는 일이다. 게다가 당성(唐誠)의 조선시대와 조정(朝廷)에서의 행적(行跡)을 보면 예부상서(禮部尙書) 박정수(朴廷秀)처럼 외교문서(外交文書)를 처리(處理) 했고 품계(品階) 또한 정3품으로 같았다. 따라서 임금한테서 관행(慣行)대로 사성(賜姓)받지 않았다. 거꾸로 임금에게 청해 밀양(密陽)을 본관(本貫)으로 하사(下賜)받아 유지(維持)한 것은 진정한 자신의 근본(根本)을 후세(後世)에 남기고자 한 것이다. 그렇다면 당성(唐誠)은 자신의 조카(足下)와 결혼한 셈이 된다.(과거에는 친족간의 결혼이 적지 않았다.)

두번째로 경상남도(慶尙南道)의 밀양(密陽) 다죽리(茶竹里)의 재능 있는 평민(平民) 출신(出身)이 출세(出世)하게 되고, 예부상서(禮部尙書-현재의 교육부장관 겸 외교부장관) 박정수(朴廷秀)의 데릴사위로 들어가게 되자 그 당시 출신이 불분명한 평민(平民) 중에 양반(兩班) 행세(行世)를 하고 싶어 했던 많은 사람들이 그러했던 것처럼 조상(祖上)을 송나라 때 재상(宰相-임금을 돕고 모든 관원을 지휘하고 감독하는 일을 맡아보던 벼슬, 품계는 2품이상) 당각(唐恪)으로 꾸민 것이다. 고려시대 말 조선시대 초까지만 하더라도 강력한 신분제(身分制) 사회(社會)로서 평민(平民)은 좀처럼 출세(出世)가 어려웠을 것이다. 그렇다면 당성(唐誠)은 자신의 신분(身分)을 철저히 세탁(洗濯)한 사람일 것이다.

위에서 서술한 바와 같이 경상남도(慶尙南道)의 밀양 당씨(密陽 唐氏)는 우리나라 고유(固有)의 순박(淳朴)한 한반도 토종(土種) 성씨(姓氏)이다. 또한 어느 경우에도 부계(男系)로든 모계(母系)로든 예부상서(禮部尙書) 박정수(朴廷秀)의 후손(後孫)임은 명확(明確)하다. 물론 그에 대한 일차적 근거(根據)가 될 수 있는 아래의 내용을 참고(參考)하기 바란다.

밀양 당씨(密陽 唐氏)의 시조(始祖) 당성(唐誠)은 서력1337(충숙왕 복위 6)∼서력1413(태종 13)에 실존(實存)했던 인물이다. 조선시대 후기에 만들어진 밀양 당씨 세보(密陽唐氏世譜)에 의하면 당성(唐誠)은 당각(唐恪)의 6세손이라고 하는데, 당각(唐恪)은 송나라 때 (생년 미상) ~ 1127년까지 실존(實存)했던 인물이다. 그리고 당각(唐恪)은 송나라 철종(哲宗) 원우(元祐) 9년(1094) 음등제(蔭登第)해서 제거하동상평(提擧河東常平)과 강동전운판관(江東轉運判官)을 역임(歷任)했다고 전한다. 따라서 그가 사망했을 당시 나이는 55 ~ 65세쯤 됐을 것이라고 추정(推定)된다.

그런데 당성(唐誠)이란 분이 태어나신 해는 서력 1337년으로서, 계산해 보면 당각(唐恪)이란 분의 추정(推定) 생년도와 비교해 무려 250~260년의 시차가 존재한다. 약 250년의 시차가 나는데 6세손이라는 것은 그 당시 만연했던 신분(身分) 세탁(洗濯)을 의심할 수밖에 없다. 과거에는 지금처럼 만혼(晩婚)이 흔한 시대가 아니었고, 피임(避妊)이 발달한 시대도 아니었기 때문이다. 경우의 수를 다 따져보면 확률적(随机的)으로 아예 불가능은 아니지만 '끼워 맞추기 식'이라고 볼 수밖에 없다. 당나라 선종, 숙종의 후손(後孫)이라고 주장했던 고려 왕족 (王族)이나 당나라 황제(黃帝)의 후손(後孫)이라고 주장했던 조선의 왕족(王族)들, 귀족(貴族)들의 사대주의(事大主義) 사상(思想)에 입각(立脚)한 발상(發想)과 같은 맥락(脈絡)에서 나온 것이다. 따라서 우리나라의 밀양 당씨(密陽 唐氏)는 우리나라 고유(固有)의 성씨임은 물이 아래로 흐르는 것처럼 명확(明確)하다.

그리고 송나라 재상(宰相-임금을 돕고 모든 관원을 지휘하고 감독하는 일을 맡아보던 벼슬, 품계는 2품이상)까지 올랐던 당각(唐恪)이란 분의 후손(後孫)이 고려에 가서 살았다는 기록(記錄) 또한 중국에서 아직까지 찾을 수 없다. 아마 앞으로도 찾을 수 없을 것이다. 중국 현지인의 얘기를 들어보면 중국에선 공산화하면서 족보(族譜)를 비롯해 많은 역사적 자료(資料)들이 불에 타 사라졌다고 한다. 따라서 문헌을 따져 고증(考證)해 본 바는 밀양 당씨(密陽 唐氏)의 계통(系統)이 송나라 때 재상(宰相-임금을 돕고 모든 관원을 지휘하고 감독하는 일을 맡아보던 벼슬, 품계는 2품이상) 당각(唐恪)으로부터 나왔다고 하는 것은 허구(虛構)라는 것이다. 최첨단(最尖端) 과학(科學)의 시대를 살고 있는 우리가 더욱 명확(明確)하게 뿌리를 알고 싶다면 유전학적(遺傳學的)으로 아버지에서 아들에게 유전(遺傳)되는 Y염색체 유전자를 대조(對照)해서 사실 관계(關係)를 명확(明確)히 하는 것 뿐이다.

또 한 가지 재밌는 사실은 조선시대 이후 근대까지 밀양 당씨 시조 묘에는 이름이 새겨진 어떠한 비석도 없었다는 것이다. 당성(唐誠)은 최영 장군과 성석린을 두고 벌인 논쟁에서 성석린을 죽여야 한다는 최영 장군에게 “죄는 율문(律文)에 맞게 다스리는 것인데 ‘죽이자’고 하니 공(公)이 먼저요, 법률(法律)이 먼저요” 하며 율문(律文) 을 집어 던질 정도로 기개(氣槪)가 있는 분이었다. 그런 성품의 사람이 묻힌 무덤에 어떤 비문도 없었다는 게 참 의아한 일인 것 같다. 그것은 어쩌면 당성(唐誠)은 자신의 출생 혹은 출신의 비밀을 알고 있었기 때문이 아닐까 한다.

그리고 조선 후기 홍길동전의 내용을 소개한다. "제가 한평생 서러운 일은 대감(大監)의 정기를 받아 당당한 남자가 되어, 아버님 절 낳으시고 어머님 절 길러 주신 은혜가 크지만, 아버님을 아버님이라 못하고, 형을 형이라 못하니, 제 어찌 사람이라 하겠습니까." 예나 지금이나 서얼, 서자라 불리던 혼외자는 슬픈 역사를 짊어지고 살아가야 하는 운명인 것 같다. 그런데 자의든 타의든 근본마저 바꿔 버린 당성은 어떤 식으로든 말년에 비참한 심정이었을 것이다. 그래서 말년에 후손에게 죽게 되거든 무덤에 비문을 세우지 말라 했던 것이 아닐까.

마지막으로 당성(唐誠)이란 이름에 재밌는 점이 있다고 해서 소개한다. 성씨(姓氏)인 '당(唐)'은 '다죽리[茶竹里,본래 이름은 다원리(茶阮里)]'에서 유래하고 이름인 '성(誠)'은 '밀양(密陽')의 옛이름 '밀성(密城)'의 '성(城)'에서 유래했다고 하는 것이다. 발음이 비슷한 점에 주목(注目)해서 따왔다고 한다. 그러므로 밀양 당씨(密陽 唐氏)의 아이덴티티는 '당성(唐誠)'이란 이름에 오롯이 새겨져 있다고 볼 수 있다.

2015년 국세조사에 의하면 인구는 1,146명이고 535성 중 제 155위였다. 그리고 당씨의 본관은 밀양 외에도 경주, 청주, 남원, 영광 등 다섯 본까지 기록하는 문헌이 있으나 모두가 세거지명에 불과하며, 오늘날에는 밀양 당씨 단본이다.

## 역사
당성(唐誠)은 예부상서(禮部尙書) 박정수(朴廷秀)의 손녀를 아내로 맞이하여 슬하에 2남1녀를 두었는데, 맏아들 당몽현(唐夢賢)은 자헌대부(資憲大夫)로 중추원사(中樞院使)를 역임했고, 차남 당몽량(唐夢良)은 가선대부(嘉善大夫)롤 동지중추부사(同知中樞府事)를 역임했다.

원사공(院使公) 당몽현(唐夢賢)의 손자 당유징(唐有徵)이 통정대부(通政大夫)로 영광군 군수(靈光郡 郡守)를 역임했고 그의 아들 3형제가 뛰어났다. 맏아들 당언우(唐彦佑)는 상호군(上護軍)을 지냈고, 둘째 당언필(唐彦弼)은 무과에 급제하여 경원도호부사(慶源都護府使)를 역임했으며, 막내 당언량(唐彦良)은 무과에 올라 수문장(守門將)이 되고 임진왜란이 일어나자 공을 세워 선무원종공신(宣武原從功臣)에 녹훈되어 크게 명성을 떨쳤다.

동추공(同樞公) 당몽량(唐夢良)의 후손에서는 조선 세종대왕 때 출생하여 충좌위 부사과(忠佐衛 副詞果)를 지낸 당효원(唐孝元 : 몽량의 맏아들)과 그의 아들 당적(唐勣, 통훈대부로 삭녕군 군수를 지냄)이 유명했으며, 당윤문(唐允文)은 중종 때 생원시(生員試)를 거쳐 문과에 급제하여 성균관 사성(成均館 司成)과 봉상시정(奉常寺正), 사복시정(司僕寺正) 등을 지냈다.

그밖의 인물로는 원종공신(原從功臣)에 책록된 당득흥(唐得興)과 당계흥(唐繼興)이 뛰어났고 대호군(大護軍)을 지낸 당윤흥(唐胤興), 사재감 첨정(司宰監僉正) 당호건(唐好健), 훈련원부정(訓鍊院副正) 당건(唐健), 학자(學者) 당후민(唐厚民), 훈련원 판관(訓鍊院判官) 당국(唐國) 등이 가문을 빛냈다.

## 과거 급제자
밀양 당씨는 조선시대 과거 급제자 6명을 배출하였다.
- 당윤문(唐允文) : 자는 성장(成章). 시조 당성의 4세손으로 아버지는 삭녕군수를 지낸 당적(唐績)이다. 조선 중종(中宗) 20년(1525년) 생원시와 진사시에 2등으로 합격하고, 조선 중종 34년(1539년) 기해(己亥) 별시(別試) 병과(丙科)로 문과에 급제하여 시정(寺正: 정3품 당하관)이라는 관직을 지냈다.[3]
- 당효달(唐孝達) : 자는 선양(善養). 조선 세종(世宗) 29년(1447년) 정묘(丁卯) 식년시(式年試) 2등으로 생원시에 급제하여, 충좌위 부사과(忠佐衛副詞果)를 지냈다.
- 당효명(唐孝明) : 자는 백원(百原). 세종(世宗) 29년(1447) 정묘(丁卯) 식년시(式年試) 1등으로 생원시에 합격하여 봉사(奉事)를 지냈다.
- 당의남(唐義男, 1601년생) : 자는 선경(善慶). 조선 인조(仁祖) 14년(1636년) 병자(丙子) 별시(別試) 병과(丙科)로 무과에 급제하여 우림위(羽林衛: 정3품아문으로 궁중을 지키고 임금을 호위)를 임했다. 그의 아버지 당득흥(唐得興)은 어모장군(禦侮將軍)이라는 품계로 전만호(前萬戶)라는 관직을 지냈다.

## 실존인물
◦당현증 - 전 부천시의원. 작가.
◦당성증 - 축구감독. 전 대구 FC 감독.
◦당석원 - 부산·진해 자유무역구청 유치1실장.
◦당신상 - 전 LG 트윈스 선수.
◦당우증 - 수원지방법원 행정3부 부장판사.
◦당연증 - 부천시 상일동 세무회계사.
◦당현구 - 원산조선소 기사장.
◦당준상 - 수원시 문화유산관리과장.
◦당현석 - 드라마'고백부부' 출연 배우.
◦당현우 - 법무법인 화우 전문위원.
◦당현철 - 경기지부 안성시분회 약사.'중앙약국'
◦당현철 - 명례방협동조합 이사장.
◦당현식 - 과학기술통신부장관상 수상.
◦당용원 - 경기도 안성시청 건축과 건축민원1팀장.